# Джон Ешлі Роджерс
Джон Е́шлі Ро́джерс (англ. John Ashley Rogers; нар. 1967) — американський науковець фізикохімік і матеріалознавець, доктор філософії (1995), член Національної академії наук (2015), професор Північно-Західного університету (з 2016). До цього працював в Університеті Іллінойсу в Урбана-Шампейн.

## Професійна кар'єра
Роджерс здобув ступені бакалавра з хімії та бакалавра з фізики в Техаському університеті в Остіні у 1989 році, потім отримав ступінь магістра з фізичної хімії в MIT у 1992 році і там же ступінь доктора філософії з фізичної хімії в 1995 році. Він був молодшим науковим співробітником Гарвардського товариства стипендіатів у 1995—1997 роках, протягом яких працював у лабораторії Джорджа М. Вайтсайдса.
У 1997 році він пішов працювати до Bell Laboratories у штаті технічного персоналу відділу досліджень фізики конденсованих середовищ та обіймав посаду директора цього відділу з кінця 2000 до кінця 2002 року. У 2003 році він був прийнятий на роботу до Університету Іллінойсу в Урбана-Шампейн як професор-засновник інженерного напрямку з призначеннями на кафедру матеріалознавства та інженерії і кафедру хімії. У 2008 році його було призначено Флорі-засновником кафедри інженерних інновацій і він обійняв посади афілійованого працівника кафедри механіки і машинобудування та кафедри електротехніки і комп'ютерної інженерії.
У 2010—2012 роках був директором Центру нановиробництва NSEC (Nanoscale Science and Engineering Centers) уНаціональному науковому фонді (NSF). У 2012 році він очолив кафедру Сванлунда, що є найвищою посадою завідувача кафедри в університеті, і обійняв посаду директора Зейтцівської лабораторії дослідження матеріалів (англ. Seitz Materials Research Laboratory). Восени 2016 року він перейшов до Північно-Західного університету на престижну іменну посаду першого професора Луїса Сімпсона та Кімберлі Куеррі (англ. Louis Simpson and Kimberly Querrey Professor), отримавши посади на кафедрі матеріалознавства та інженерії, кафедрі біомедичної інженерії та кафедрі неврологічної хірургії, а також, на кафедрах хімії, машинобудування, електротехніки та комп'ютерної інженерії та кафедрі дерматології. Він також став першим директором щойно створеного Центру біоінтегрованої електроніки, який у 2019 році завдяки додатковому внеску до фонду Кімберлі Куеррі та Луїса Сімпсона опікунів Північно-Західного університету був підвищений до статусу Інституту біоелектроніки.

## Наукова діяльність
Дослідження Роджерса спрямовані на поєднання характеристик «м'яких» матеріалів, таких як полімери, рідкі кристали та біологічні тканини, а також їх гібридні комбінації з незвичайними класами мікро/наноматеріалів у формі стрічок, дротів, мембран, трубок або пов'язаних структурних форм. Мета полягає в тому, щоб контролювати та викликати нові електронні та фотонні реакції в цих матеріалах; а також розробити нові «м'які літографічні» та біоміметичні підходи до їх моделювання та скерування їх зростанням. Ця робота поєднує фундаментальні дослідження з перспективними інженерними зусиллями таким чином, щоб сприяти позитивному зворотному зв'язку між ними. Останні його дослідження зосереджувались на м'яких матеріалах для конформної електроніки, нанофотонних структур, мікрофлюїдних пристроїв та мікроелектромеханічних систем. Останнім часом акцент робиться на біологічних і біоінтегрованих технологіях. Застосування результатів цього дослідження включало розчинні бездротові кардіостимулятори, оптогенетичні імплантати мозку, і датчики параметрів навколишнього середовища.

## Відзнаки та досягнення
Дослідження Роджерса присвячені нано- та молекулярному виробництву, матеріалам і методам формування візерунків для електронних і фотонних пристроїв, останнім часом з великим наголосом на біоінтегрованих і біоінспірованих системах. Він опублікував ~900 статей (~190 000 цитувань, за Google Scholar), і є автором понад 100 винаходів, понад 50 з яких ліцензовані або впроваджені. Більше 115 колишніх аспірантів і постдокторантів з його групи зараз працюють викладачами у багатьох авторитетних навчальних закладах — Стенфордський університет, Массачусетський технологічний інститут, Північно-Західний університет, Дюкський університет, Дартмутський коледж. Університет Іллінойсу та багато інших у США; Делфтський технічний університет, Федеральна вища технічна школа Цюриха, Гайдельберзький університет Рупрехта-Карла та інші в Європі; Університет Цінхуа, Пекінський університет, Університет науки і техніки Китаю, Сеульський національний університет, KAIST та багато інших в Азії. Він став одним із приблизно 25 людей в історії, які були обрані до всіх трьох національних академій США — Національної інженерної академії (2011), Національної академії наук (2015) і Національної академії медицини (2019).

## Вибрані нагороди
- Премія Вільяма Проктера за наукові досягнення (2023),
- IEEE Biomedical Engineering Award[en] (2024),
- Грант Ґуґґенгайма (2021).
- Медаль Бенджаміна Франкліна від Інституту Франкліна (2019),
- MRS Medal від Товариства дослідження матеріалів[en] (2018),
- ETH medal[en] від Федеральної вищої технічної школи Цюриха (2015),
- Премія Лемельсона (2011)[12]
- Стипендія Мак-Артура (2009)[13].

Роджерс обраний членом Американської академії мистецтв і наук (2014), Американського фізичного товариства (2006), MRS (2007), Американської асоціації сприяння розвитку науки (2008), Національної академії винахідників США (2013) а також почесним членом IEEE (2009),.